# FAST (azienda)
La Fabbrica Automobili Sport Torino o FAST è stata una casa automobilistica italiana attiva tra il 1919 e il 1924.

## Storia
Dopo la fine della prima guerra mondiale Arturo Concaris proprietario dell'azienda Fabbrica Italiana Motori Aviazione (FIMA), specializzata nella produzione di motori per aerei decise, nel tentativo di costrastare la mancanza di commesse militari, di avviare anche la produzione di auto sportive di categoria medio alta. Nel 1919 la ditta assunse la nuova denominazione di Fabbrica Automobili Sport Torino (FAST), con sede a Torino, in via La Loggia, civico 18.
La produzione fu subito indirizzata verso un modello unico, designato dalla casa Tipo Uno. Si trattava di un'auto sportiva a 2-3 posti con un motore con bielle e pistoni in alluminio a 4 cilindri di 2.891 cm³, dotato di valvole in testa, che sviluppava la potenza di 80 CV a 4.500 giri/min così da raggiungere una velocità massima di 100 km/h.
Questa vettura ottenne buone prestazioni sportive nelle mani dei piloti Caberto Conelli e Eugenio Beria d'Argentine, partecipando nel 1920 alla gara in salita Parma-Poggio di Berceto (1º e al 2º posto di categoria), e l'anno successivo alla Susa-Moncenisio e alla Aosta-Gran San Bernardo.
A causa di vari problemi Concaris dovette cedere nel 1923 l'azienda all'ingegnere Alberto Orasi, già progettista dell'Aurea presso la Società Itala Ferrotaie.
Appena rilevata la società Orasi ne cambiò la denominazione in F.A.S.T. Fabbrica Automobili Sport Torino Ing. Alberto Orasi, dando subito il via all'aggiornamento del modello Tipo Uno. Potenziato il motore, e adottati freni anche sulle ruote anteriori, la produzione venne diversificata in due modelli, rispettivamente designati 2T e 2S.
Il modello Tipo 2S (Sport) aveva telaio con passo di 3,065 m, carreggiata di 1,416 m, freni a tamburo meccanici tipo Perrot su tutte e quattro le ruote, motore a 4 cilindri da 75 CV e raggiungeva una velocità massima di 125 km/h. Il modello Tipo 2T (Turismo) aveva telaio con passo di 3,465 m, motore a 4 cilindri da 58 CV e raggiungeva una velocità massima di 100 km/h.
Alla corsa in salita Biella-Oropa del 1924 il pilota Gastone Gastaldetti si classificò primo assoluto, mentre alla Targa Florio dello stesso anno tutte le vetture iscritte dalla Casa costruttrice portarono a termine la competizione.
A causa dell'elevato costo di queste vetture, il cui nudo chassis andava dalle 51.000 alle 58.000 lire dell'epoca, della mancanza di una rete di assistenza dopo la vendita, e dello scarso mercato per questo tipo di autovetture, nel 1925 la ditta dovette chiudere definitivamente, dichiarando fallimento. Secondo alcune fonti la produzione complessiva dei due modelli superò di poco le 100 unità, e nessuna di esse è attualmente esistente.

## L'altra FAST
La sigla FAST fu usata prima nel 1907 dalla Fabbrica Automobili Siena Toscana che restò attiva per un solo anno e che costruì un solo prototipo di auto a due posti.

### Annotazioni
1. ↑  Nel 1919 Orasi aveva affiancato l'ingegnere Efrem Magrini nella rappresentanza delle vetture Aurea, progettate dallo stesso Magrini, con collaborazione di Orasi.
2. ↑  Con alesaggio di 84x135 mm.
3. ↑  La ditta non dsponeva di una propria rete di officine autorizzate, di nessuna filiale, e se un acquirente aveva dei problemi si sarebbe dovuto recare a Torino con la propria autovettura.
4. ↑  L'unico cimelio rimasto è un radiatore, recante la scritta FAST, ritrovato presso un demolitore.

### Fonti
1. 1 2 3 4 5  Balestra 2019, p. 20.
2. 1 2 3 4 5 6  Balestra 2019, p. 21.